# دولت دراویش
دولت دراویش (سومالیایی: [Dawlada Daraawiish] Error: {{Lang}}: متن دارای نشانه‌گذاری ایتالیک است (راهنما)، عربی: دولة الدراویش) یک پادشاهی در اوایل سده بیستم میلادی بود که توسط یک رهبر دینی به نام محمد عبدالله حسن تشکیل شد. وی نیروهای سومالیایی را از سراسر شاخ آفریقا گرد هم آورد و آن‌ها را به گروهی از وفاداران به نام «دراویش» تبدیل و باعث اتحاد آن‌ها شد. دولت درویشان به خاطر مقاومتی که علیه بریتانیا و ایتالیا از خود نشان داد شهرت یافت.